# Program TV
Program TV – ogólnopolski tygodnik telewizyjny (z programem telewizyjnym), wydawanym przez Oficynę Wydawniczą „Press-Media” od 17 lipca 1989 roku.
Redaktorem naczelnym czasopisma jest Roman Oraczewski. Obecna siedziba redakcji znajduje się Mielcu na ulicy Wojska Polskiego 3.

## Charakter czasopisma
Zawiera tygodniowy (od piątku do czwartku) program telewizyjny dla 76 stacji telewizyjnych, w tym wszystkie z NTC. Ma 64 strony. Oprócz treści dotyczących cotygodniowego repertuaru telewizyjnego zawiera również wywiady, dział „Premiery kinowe” (zawieszony w latach 2020–2023) i „Premiery VOD”, nowości DVD, płytowe, książkowe i CD, informacje o disco polo, gwiazdach i innych znanych osobistościach, retro, kalendarium, „Seriale, seriale – newsy prosto z planów”, przewodnik po hitach filmowych i serialach, relaks, hity na następny tydzień, a także 6 stron poradników („Zdrowie”, „Uroda”, „Dobre rady” i „Kuchnia”).